# Nadlesí
Nadlesí este o arie protejată (sit de importanță comunitară — SCI) din Republica Cehă întinsă pe o suprafață de 111,26 ha, integral pe uscat.

## Localizare
Centrul sitului Nadlesí este situat la coordonatele 50°09′31″N 12°45′40″E / 50.158611°N 12.761111°E.

## Înființare
Situl Nadlesí a fost declarat sit de importanță comunitară în aprilie 2005 pentru a proteja un număr necunoscut de specii din flora spontană și fauna sălbatică aflate în arealul zonei.

## Biodiversitate
Situată în ecoregiunea continentală, aria protejată conține 5 habitate naturale: Lacuri și iazuri distrofice naturale, Mlaștini turboase de tranziție și turbării mișcătoare, Fânețe de joasă altitudine (Alopecurus pratensis, Sanguisorba officinalis), Păduri acidofile de Picea de la nivel montan la nivel alpin (Vaccinio-Piceetea), Mlaștini împădurite.
La baza desemnării sitului se află un număr nedeclarat de specii protejate.